# Trasibul de Milet
Trasibul (en grec antic: Θρασύβουλος, llatí: Thrasybulus) fou tirà de Milet al segle vii aC. Era contemporani de Periandre de Corint i del rei de Lídia Aliates II.
No se sap quan va pujar al poder, però Heròdot deixa entendre que va exercir la tirania durant els onze anys que va durar la guerra contra els reis Sadiates i Aliates II. El dotzè any, després que Aliates destruís el temple d'Atenea Assèsia, l'oracle de Delfos va refusar donar resposta a una consulta del rei lidi fins que no restaurés el temple. Periandre, que tenia una bona relació amb Trasibul, va donar-li a conèixer la resposta de l'oracle i li va dir que, quan Aliates li anés a demanar una treva, fes ostentació de riquesa. Quan l'herald lidi va entrar a Milet, el tirà va mostrar una gran riquesa i abundància per donar entendre al seu enemic que Milet estava en bona posició tot i la guerra, i, quan el rei ho va saber, com que suposava que Milet estava en estat de necessitat extrema, va decidir fer la pau cap a l'any 612 aC, segons diu Heròdot. Aquesta versió no és totalment coincident amb la que dona Aristòtil.